# Ray Norton
Otis Ray Norton  (né le 22 septembre 1937 à Tulsa) est un athlète américain spécialiste des épreuves de sprint.

## Carrière
Étudiant à l'Université d'État de San José, Ray Norton remporte le 200 mètres des championnats NCAA en 1959 ainsi que le titre des Championnats de l'AAA en 1959 et 1960. Le 18 avril 1959, l'Américain égale le record du monde du 100 mètres de son compatriote Leamon King en signant le temps de 10 s 1 lors de la réunion de San José, en Californie. Figurant parmi les favoris des Jeux panaméricains se déroulant durant l'été à Chicago, il s'adjuge trois titres lors de cette compétition, sur 100 m (10 s 3), 200 m (20 s 6) et au titre du relais 4 × 100 m (40 s 4).
Le 19 mars 1960 à Berkeley, Ray Norton égale le record du monde du 200 m de ses compatriotes Thane Baker et Bobby Joe Morrow, puis réédite cet exploit le 30 avril à Philadelphie. Vainqueur des deux épreuves du sprint court lors des sélections olympiques américaines, il établit un nouveau record du monde du 200 m le 2 juillet 1960 à Stanford avec le temps de 20 s 5. Aligné sur trois épreuves lors des Jeux olympiques de 1960 à Rome, l'Américain ne termine que sixième et dernier du 100 m et du 200 m en respectivement 10 s 4 et 20 s 9. Il remporte la finale du relais 4 × 100 m aux côtés de ses coéquipiers américains mais est finalement déclassé par les juges à la suite d'un passage de témoin hors zone.

## Palmarès
| Date | Compétition             | Lieu    | Place | Épreuve   |
| ---- | ----------------------- | ------- | ----- | --------- |
| 1959 | Jeux panaméricains      | Chicago | 1er   | 100 m     |
| 1959 | Jeux panaméricains      | Chicago | 1er   | 200 m     |
| 1959 | Jeux panaméricains      | Chicago | 1er   | 4 × 100 m |
| 1960 | Jeux olympiques de 1960 | Rome    | 6e    | 100 m     |
| 1960 | Jeux olympiques de 1960 | Rome    | 6e    | 200 m     |

## Records
- Record du monde du 100 m en 10 s 1 le 18 avril 1959 à San José (égale le record de Leamon King)
- Record du monde du 200 m : 20 s 6 le 19 mars 1960 à Berkeley puis le 30 avril 1960 à Philadelphie, et 20 s 5 le 2 juillet 1960 à Stanford.